# La masia (Miró)
La masia és una pintura a l'oli realitzada pel pintor Joan Miró entre 1920 i 1922, després del seu primer viatge a París. És considerada una obra culminant d'aquest període creatiu de l'artista, immediatament anterior a l'etapa pictòrica marcada pel surrealisme, la qual es va iniciar al voltant de 1924. L'obra es conserva a la National Gallery of Art de Washington DC des de 1987, quan fou donada per Mary Hemingway, i constitueix una mena d'inventari de la masia que posseïa la família de l'artista des del 1911 a la població de Mont-roig del Camp. El mateix Miró considerava aquesta obra com una peça clau en la seva carrera, descrivint-la com «un resum de tota la meva vida al camp. Volia posar tot el que estimava del camp en aquell quadre».
| «           | La masia fou el resum d'una part de la meva obra i al mateix temps la gestació de la part de la meva obra que devia fer després. | » |
| — Joan Miró | |   |

## Història

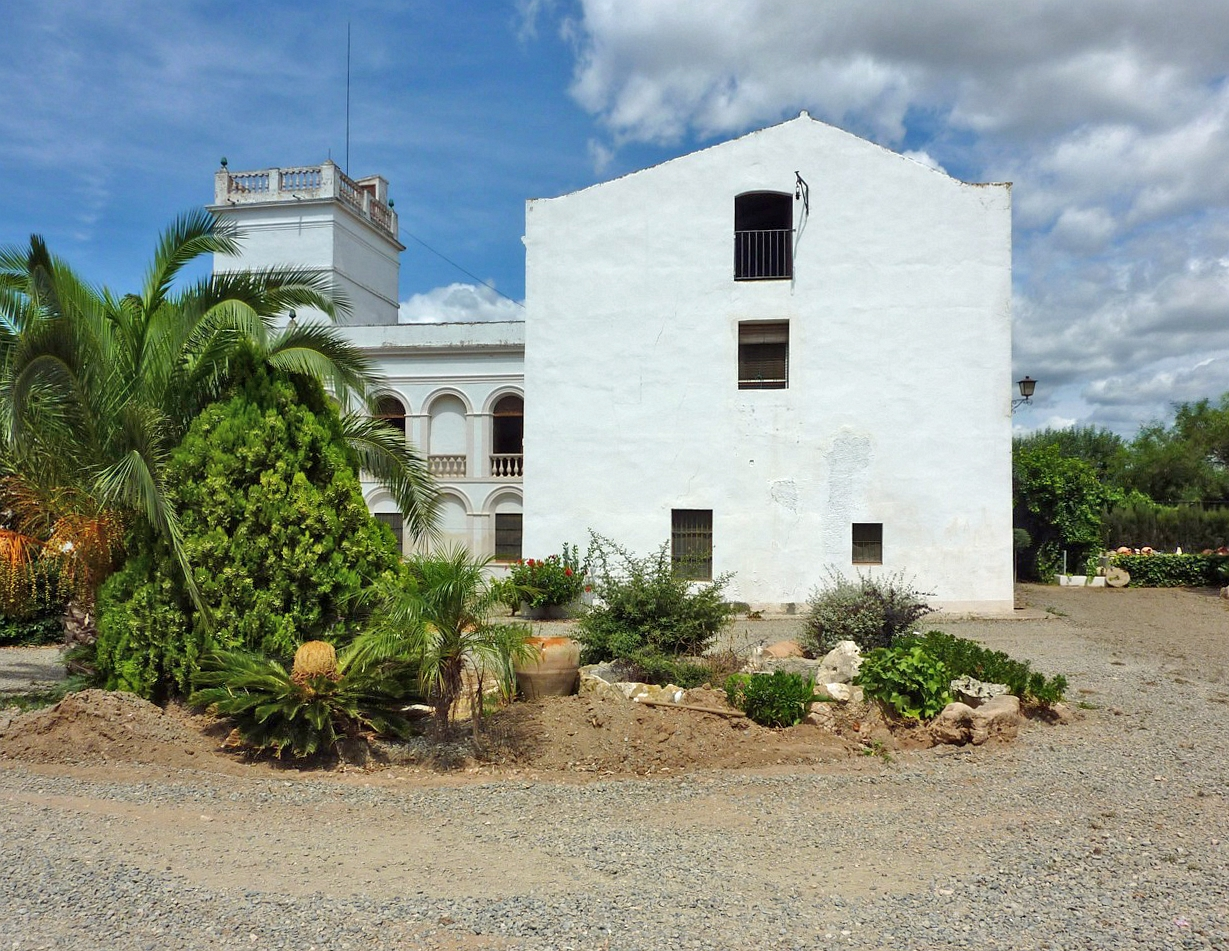
Vista del Mas Miró des d'on es va pintar l'obra

El pintor, encara que va néixer a Barcelona, va estar sempre lligat amb el món rural, especialment el de la població de Mont-roig del Camp. Des de les seves primeres obres ja mostra una influència dels paisatges i personatges del món que visiona en els seus estiuejos en les terres del Camp de Tarragona. Aquesta vinculació amb la terra es pot copsar a les pintures realitzades entre els anys 1918 i 1924, sovint anomenades pintures detallistes arran del minuciós inventari que l'artista realitzava del món rural que l'acompanyà durant bona part de la seva infantesa (Hort amb ase (1918), Mont-roig, l'església i el poble (1919), etc.). L'obra de La masia la va realitzar a la tornada del primer viatge de París i va acabar-la a París. Era una època en la qual Miró s'havia establert a París i alternava amb alguns viatges, sobretot a l'estiu a Mont-roig.

L'observació de tot el que l'envoltava i dels llums sobre les roques i arbres, que canviaven en determinats moments per la lluminositat del sol, feien que l'artista elaborés uns paisatges banyats per una llum intensa i uniforme, hereva de la pintura francesa d'avantguarda, que a la vegada l'unia íntimament a la terra, de la qual va dir:
| « | … és essencial tenir els peus fermament recolzats en la terra per aixecar el vol per l'aire […] quan es pinta, s'ha de caminar sobre la terra, perquè, a través de les extremitats, ens comunica el seu vigor. | » |
| — | |   |

El sentit mitològic de Miró per la terra és un dels punts neuràlgics de la seva obra. El seu univers personal se sublima en aquesta pintura. La composició en franges horitzontals, inspirada en la pintura romànica catalana i l'aire naïf que presenten objectes i animals són clau en l'estil pictòric de Miró, el qual es refinaria un cop entrés en contacte amb els surrealistes.
Per necessitat econòmica, va iniciar un recorregut entre marxants per poder vendre-la. La va mostrar a Guillaume i a Gustave Coquiot, qui la va tenir exposada durant tot un dia al cafè Le Jockey de Montparnasse.. També la va presentar a Schwancherberger i fins i tot va escriure una carta a Lluís Plandiura per veure si era del seu interès. Més endavant Léonce Rosenberg, qui s'ocupava entre d'altres de les pintures de Picasso, va accedir a tenir-la en dipòsit i la va mostrar al Saló de Tardor d'aquell any. Al cap del temps i davant la insistència de Miró, li va suggerir seriosament dividir la tela a trossos petits per a facilitar-ne la venda. Miró, enfadat, va recollir la tela i se la va endur al seu taller. Se'n va fer càrrec de la pintura, aleshores, Jacques Viot, de la Galerie Pierre, qui després d'uns tractes amb Evan Shipman, la va vendre a l'escriptor Ernest Hemingway, per cinc mil francs, amb l'objectiu de regalar-li-ho a la seva primera dona, Hadley Richardson. Quan es van divorciar, Hemingway li va demanar el quadre, i ja no li tornaria mai més. Hemingway va escriure el 1934 a la revista Cahiers d'Art: «No canvio La masia per cap més quadre en el món» Segons explica Lluís Permanyer en una entrevista a TV3, Hemmingway es va emportar el quadre a casa seva, llavors a Cuba: «Explica Hemingway en el seu llibre París era una festa, que va portar el quadre damunt el sostre d'un taxi perquè no hi cabia a dins, i que durant el viatge patia molt perquè la tela feia molt de soroll amb el vent i semblava com si fos la vela d'un vaixell, però no va patir cap dany i va poder penjar-lo a casa seva.»
Al cap de poc Miró pintaria d'altres teles de temàtica similar, com La masovera, Flors i papallona, Graella i llum de petroli, El llum de carbur i L'espiga de blat, similars a la masia però menys cada cop menys denses. També faria servir la zona de Mont-Roig en altres obres, com Terra llaurada i Paisatge català (El caçador). En elles, igual que a La masia, es pot anar observant la successió en la transformació de les formes figuratives a altres de planes on hi ha tota mena de simbologia i grafisme, es poden veure conviure elements reals amb elements imaginaris que progressivament aniran fent-se presents en l'obra de Miró.
Mary Welsh, la dona de Hemingway, va donar l'obra a la National Gallery of Art de Washington, després que l'autor se suïcidés el 1961.

### La història per Miró

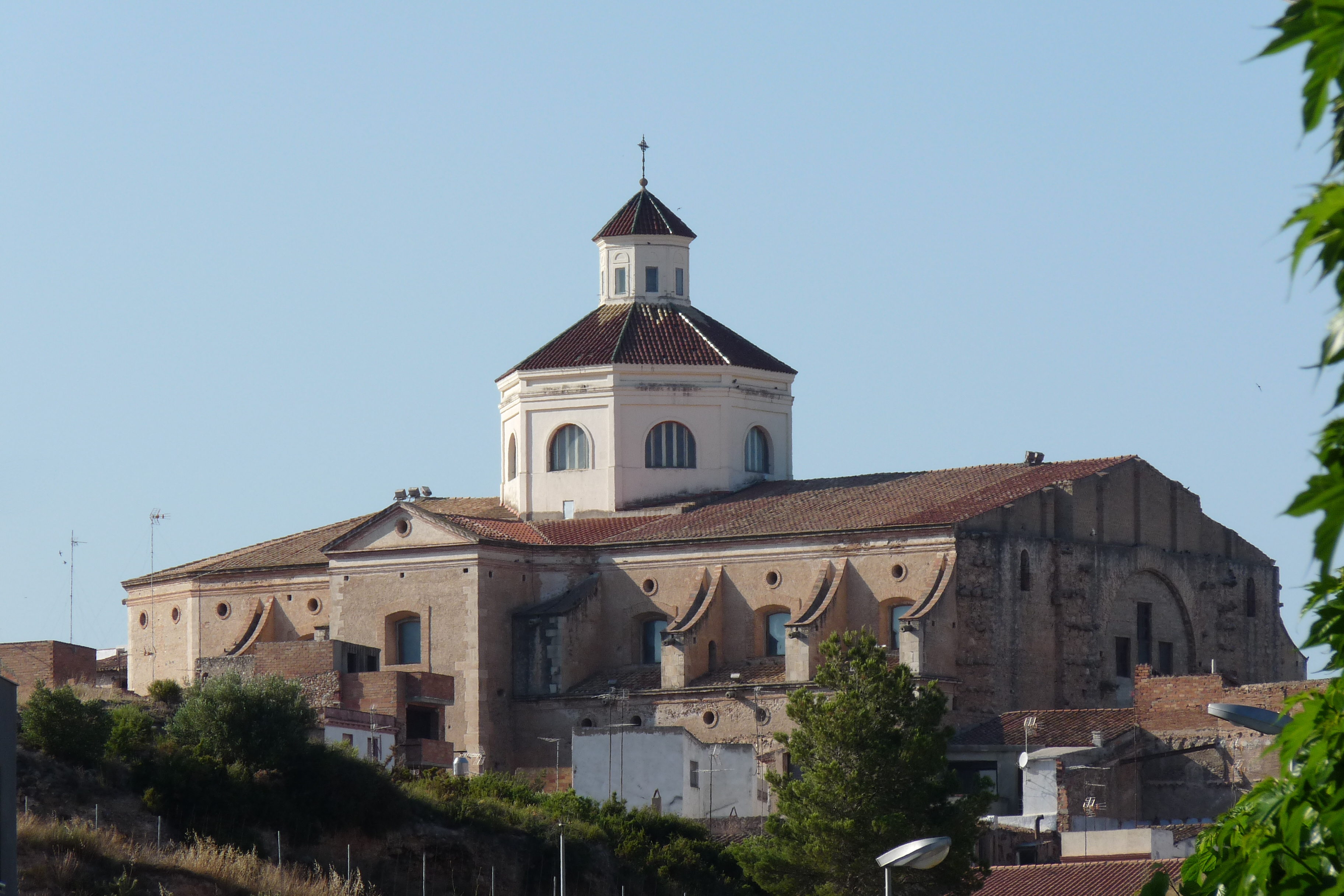
Església de Sant Miquel a Mont-roig del Camp, poble on hi ha La masia de Joan Miró

Miró va ser el primer relator de la història de la seva obra La masia
| «           | Nou mesos de treball constant i pesat! Nou mesos (curiosament, els mateixos de la gestació humana) cada dia pintant-hi i esborrant i fent estudis i tornant-los a destruir! La Masia fou el resum de tota la meva vida (espiritual i poética) al camp. Des d'un gran arbre a un petit caragolet, vaig voler posar-hi tot el que jo estimava al camp. Crec que és insensat donar més valor a una muntanya que a una formiga (i això els paisatgistes no ho saben veure) i per això no dubtava de passar-me hores i hores per donar vida a la formiga. Durant els nou mesos que vaig treballar en La Masia hi treballava set o vuit hores diàries. Sofria terriblement, bàrbarament, com un condemnat. Esborrava molt. I començava a desfer-me d'influències estrangeres per posar-me en contacte amb Catalunya.[…] A París, en posar-me a treballar de nou en el quadre, vaig comprendre de seguida que hi havia alguna cosa que no funcionava.[…] no podia pintar les herbes de Mont-roig a partir de les del bosc de Boulogne, i, per poder continuar el quadre vaig acabar demanant que m'enviessin herbes autèntiques de Mont-roig a dins un sobre. Van arribar totes seques, és clar. Però si més no, gràcies a aquestes flors, vaig poder continuar la feina.[…] Quan la vaig acabar… no hi havia pas manera que cap marxant es quedés amb La Masia ni que volgués mirarse-la. Vaig escriure a molta gent i res. En Plandiura, a qui també la hi vaig oferir, no hi va voler saber res. A la fi en Rosenberg, segurament per compromís amb Picasso, acceptà de tenir-la en depòsit a casa seva[…] i la hi deixà un grapat de temps[…] em feu aquesta proposició: «Ja sabeu que a París actualment la gent habita cambres petites i cada dia més, degut a la crisi que es passa.[…] bé, doncs per què no fem una cosa? Podríem fer en vuit trossos aquesta tela i vendre-la a la menuda…» Rosenberg parlava seriosament. Al cap d'un parell de mesos més vaig retirar aquesta tela de Can Rosenberg i me la vaig endur al taller, convivint amb ella en plena misèria. | » |
| — Joan Miró | |   |

### Casa-museu
L'edifici de la masia pertanyent a la família Miró, està declarat Bé Cultural d'Interès Nacional des del 2006. Després d'uns anys de tramitacions entre diversos estaments i els hereus de Joan Miró s'ha arribat a un acord per realitzar el projecte d'un museu actiu, on s'exhibiran objectes personals del pintor a més a més de la recreació de les seves obres més importants, entre elles La masia, mitjançant uns gravats que presenten la qualitat i textura de les pintures a l'oli. Segons declaracions efectuades pel net de l'artista Emili Fernández Miró: «A més a més tant la Fundació de Barcelona com la família cedirem obres originals. El mas està replet de graffitis, que el meu avi utilitzava com a esborranys per a les seves obres […] volem que sigui un museu viu. Anirem dotant-ho d'obres en rotació».

## Descripció

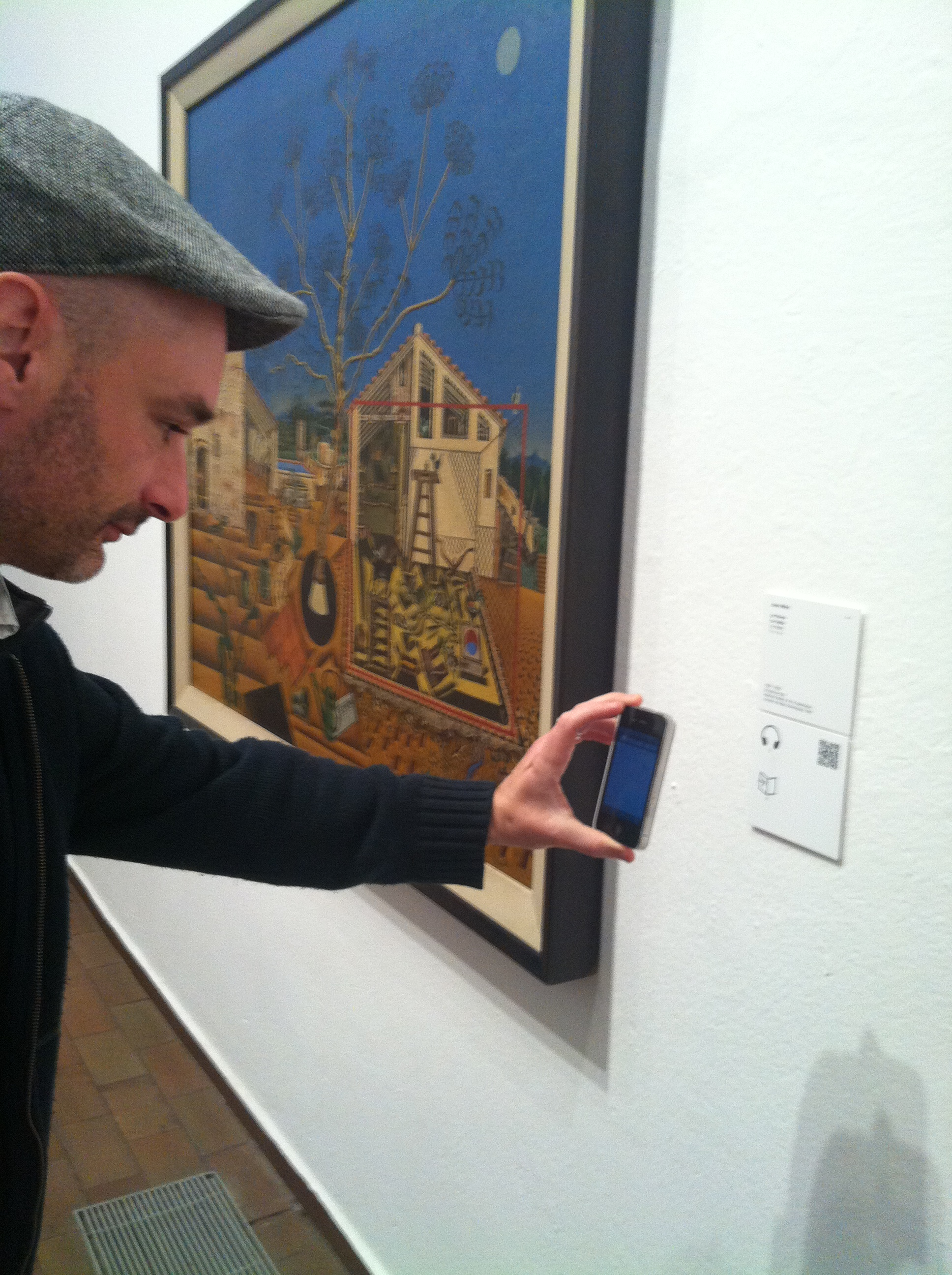
Un visitant escanejant un codi de QRpedia a la Fundació Joan Miró.

La masia és l'obra culminant de l'època «detallista» de Joan Miró realitzada als vint-i-nou anys, i que James J. Sweeney va considerar com a «obra clau del desenvolupament posterior de l'artista». Va treballar en ella durant nou mesos de dura elaboració. La relació mítica mantinguda per Miró amb la terra es resumeix en aquest quadre, en el grafisme de caràcter ingenu i realista de tots els objectes: els animals són els domèstics, els vegetals els que l'home treballa i, els objectes, tots d'ús diari i necessaris per a l'home. Estudia tots els seus detalls al mínim, és el que s'anomena la «cal·ligrafia mironiana», punt de partida per als següents anys del seu contacte amb el surrealisme.
En la pintura es nota la familiaritat que tot el representat tenia amb Miró. Està realitzada com un escenari on es pot apreciar les activitats pròpies d'una masia i les característiques de l'edifici, dels objectes i animals. La definició clara dels dibuixos aconsegueix fer fàcil el reconeixement de tot sense produir cap confusió. Com si fos un inventari es mostra a un mul, unes gallines, un gos, una cabra, un conill, cargols, llargandaixos i insectes, la majoria aïllats i molts d'ells col·locats sobre algun objecte que els fa com exposats sobre unes peanyes, aquesta possibilitat d'unió entre objecte i animal és la peça que segons Braque «assegura la seva justificació» i aconsegueix el moviment entre la resta d'elements representats en l'obra. L'edifici de la casa inclou les esquerdes i els esvorancs a l'arrebossada de les parets. En el centre de la pintura es troba un gran eucaliptus que neix d'un cercle negre que contrasta amb el cercle blanc del cel que representa el sol. Tots els elements d'aquesta pintura, animals i objectes, van arribar a ésser prototips en forma de símbol que anirien apareixent a diverses obres realitzades per Miró, per exemple un dels més habituals és l'escala de mà que representa l'evasió.

## Anàlisi
Diversos historiadors i crítics d'art han donat la seva opinió sobre aquesta obra de referència:
| «                                        | En ella sorgeix completament l'ideal mironià, entroncat per un moment amb l'afirmació, que és súplica, de Maragall: per qué altre cel, si aquesta terra és tan formosa? «L'error» que abans introduïa la seva profunda ombra en el pensament de l'artista ha estat concitat per l'instant. La Masia és el cel terrestre. En ella, els galls sostenen el lirisme, l'arbre aixeca la força dels instints per beure el llum astral, que no se sap si ve del sol o de la lluna. Tot transparenta els seus murs i la claror absoluta fa accessibles els misteris d'allò insondable i llunyà que són les coses immediates. Cada ratlla és una bufada de l'esperit, cada vèrtex una alegria, cada pla un món construït joiosament per habitar en ell. Hi ha una atmosfera d'èxtasi taoista en aquesta masia que coincideix amb la pau catalana de la terra. | » |
| — Juan-Eduardo Cirlot Laporta, Joan Miró | |   |

| «                     | Miró portarà a terme, amb una discreció perfecta i uns medis d'increïble justesa, una experiència poètica i pictòrica que l'ho elevarà als límits de la pintura i al cor mateix d'aquesta totalitat imaginària d'aquesta veritable realitat surreal, que els surrealistes no van arribar a conèixer i de la que només van fregar la perifèria. | » |
| — Jacques Dupin, Miró | |   |

| «                                                                    | Va ser a través d'aquest nou vocabulari de signes que Miró va realitzar finalment la seva concepció poètica del paisatge català, deslligat de la política i dels debats sobre la situación cultural de l'art modern. En una època en què l'avantguarda estava assetjada i en què la idea de la Mediterrània era utilitzada per reforçar posicions polítiques, ideològiques i retòriques, Miró intentaba consolidar un nou tipus d'aliança entre forma i contingut en les seves imatges arquetípiques d'una Catalunya primitiva. Amb La Masia, de 1921-1922, Miró posava al descobert la seva pròpia masia (la interior o poètica) del camp de Tarragona i en catalogava el contingut amb una claredat i una precisió sense precedents… | » |
| — Robert Lubar, La Mediterrània de Miró: concepcions d'una identitat | |   |

| «                                                                            | Personalment, no tinc cap dubte en afirmar que La Masia representa per a la nostra nació catalana el mateix que El Guernika representa per a la nostra plural Espanya, per la singularitat i riquesa dels valors espirituals, que ambdues obres posseeixen i transmeten als membres de les seves comunitats d'origen i als de tota la humanitat. | » |
| — Saturnino Pesquero, Joan Miró: la intencionalidad oculta de su vida y obra | |   |

| «               | A la Masia hi ha tot el vocabulari de Miró. És una pintura en què es va girbant tot el seu cosmos. És de dia i a la vegada de nit, i aquest arbre que surt d'enmig amb l'arrel que puja cap a l'infinit... | » |
| — Frederic Amat | |   |

| «       | Miró ha descobert la resplendor espiritual en la cosa real. Llavors s'apropia d'aquesta cosa, la instal·la en el seu esperit, la treballa, la poleix, la deforma, la transfigura, per fixar-la en les seves obres, tota ella resplendent d'aquell esperit que s'amaga darrera les aparences materials que l'artista ha pressentit, o millor dit intuït, en la cosa real abans de començar l'obra | » |
| — Gasch | |   |

## Exposicions de l'obra
| Any       | Exposició                                                        | Lloc                                                                      | Ciutat                     | Ref                  |
| --------- | ---------------------------------------------------------------- | ------------------------------------------------------------------------- | -------------------------- | -------------------- |
| 1922      | Salon d'automne                                                  | Grand Palais                                                              | París                      | [ 35 ]               |
| 1923      | Exposició de pintures i dibuixos de Joan Miró i Francesc Domingo | Au Cameleon                                                               | París                      | [ 36 ]               |
| 1923      | Conferència d'A Schoneber L'evolució del català a la Poesia      | Au Cameleon                                                               | París                      | [ 37 ]               |
| 1925      | Joan Miró                                                        | Galeria Pierre                                                            | París                      | [ 38 ]               |
| 1934      | Un segle de progrés Exposició de Pintura i Escultura             | Art Institute of Chicago                                                  | Chicago                    | [ 39 ]               |
| 1935      | Joan Miró, 1933-1934: Pintura, tremp, pastissos                  | Pierre Matisse Gallery                                                    | Nova York                  | [ 40 ] [ 41 ] [ 42 ] |
| 1948      | Picasso Gris Miró. Mestres espanyols de la pintura del segle XX  | San Francisco Museum of Art i Portland Art Museum                         | San Francisco i Portland   |                      |
| 1959      | Joan Miró                                                        | Museu d'Art Modern de Nova York i Los Angeles County Museum of Art        | Nova York i Los Angeles    | [ 43 ]               |
| 1960      | Col·lecció permanent                                             | Museu d'Art Modern de Nova York                                           | Nova York                  | [ 44 ]               |
| 1964      | Joan Miró                                                        | Tate Gallery i Kunsthaus de Zúric                                         | Londres i Zúric            | [ 45 ]               |
| 1978      | Aspects of Twentieth-Century Art                                 | National Gallery of Art                                                   | Washington DC              | [ 46 ]               |
| 1980      | Miró: pintures seleccionades                                     | Museu Hirshhorn Jardí d'Escultures de Washington i Buffalo AKG Art Museum | Washington DC i Buffalo    | [ 47 ]               |
| 1983      | Miró: anys vint                                                  | Fundació Joan Miró                                                        | Barcelona                  | [ 48 ]               |
| 1986-1987 | Joan Miró: A Retrospective                                       | Kunsthaus Zurich; Kunsthalle Düsseldorf i Solomon R. Guggenheim Museum    | Düsseldorf, Zuric i N.York | [ 49 ]               |
| 1987-1988 | Cinc Segles d'Art Espanyol: El Segle de Picasso                  | Musée d'Art Moderne de la Ville de Paris i Centre d'Art Reina Sofia,      | París i Madrid             | [ 50 ]               |
| 1990      | Joan Miró: Estudi retrospectiu de l'obra de pintura              | Fundació Maeght                                                           | Saint-Paul-de Vence        | [ 51 ]               |
| 1993      | Joan Miró: 1893-1993                                             | Fundació Joan Miró i MoMA                                                 | Barcelona i Nova York      | [ 52 ] [ 53 ]        |
| 1998-1999 | Joan Miró                                                        | Moderna Museet i Louisiana Museum of Modern Art                           | Estocolm i Humlebaek       | [ 54 ]               |
| 2001      | París-Barcelona                                                  | Grand Palais i Museu Picasso                                              | París i Barcelona          | [ 55 ] [ 56 ]        |
| 2002      | Joan Miró. Cargol Dona Flor Star                                 | Stiftung Museum Kunst Palast                                              | Düsseldorf                 | [ 57 ]               |
| 2004      | Joan Miró 1917-1934: La Naissance du Monde                       | Centre Georges Pompidou                                                   | París                      | [ 58 ] [ 59 ] [ 60 ] |
| 2006-2007 | Barcelona and Modernity: Gaudí to Dalí                           | Museu d'Art de Cleveland i Museu Metropolità d'Art de Nova York           | Cleveland i Nova York      | [ 61 ] [ 62 ]        |
| 2011      | Joan Miró. L'escala de l'evasió                                  | Tate i Fundació Joan Miró                                                 | Londres i Barcelona        | [ 63 ]               |

## Curiositats
Hermingway es va fer construir una torre com la que culmina La Masia a la seva residència de l'Havana.